# Gezina van der Molen
Gezina (Gesina) Hermina Johanna van der Molen (Baflo, 20 januari 1892 - Aerdenhout, 9 oktober 1978) was een Nederlandse rechtsgeleerde en verzetsstrijder tijdens de Tweede Wereldoorlog.

## Jeugd en opleiding
Van der Molen was het enig kind van de Friese hoofdonderwijzer en het latere Tweede Kamerlid en burgemeester Jan van der Molen en onderwijzeres Geertje Kuik. Ze volgde de kweekschool om de voetsporen van haar vader te volgen, maar haar hart lag niet in het onderwijs. De gruwelen van de Eerste Wereldoorlog grepen haar zo aan, dat zij besloot verpleegkunde te gaan studeren in Amsterdam. Dat bleek fysiek te zwaar. De hoogleraar volkenrecht Anne Anema, een huisvriend van de Van der Molens, motiveerde Gezina in de journalistiek te gaan.

## Werkzaamheden voor de oorlog
Vanaf 1920 schreef de gereformeerde Van der Molen voor het christelijk dagblad De Amsterdammer. Tezelfdertijd was ze actief in de vrouwen- en vredesbeweging. Van 1924 tot 1929 studeerde ze rechten aan de Vrije Universiteit Amsterdam, als eerste meisjesstudent op die faculteit. Ze was ook de eerste vrouw die aan de VU een doctorstitel behaalde, met Anema als promotor. Van der Molen was in de jaren dertig voorzitter  van het Comité Christenvrouwen Volkenbond Vredesactie.

## Verzet tijdens de oorlog
In de Tweede Wereldoorlog nam Van der Molen deel aan het verzet. Haar schuilnaam was Tante Lien. Vanaf 1941 was zij betrokken bij Vrij Nederland. Daarnaast redde zij talrijke Joodse kinderen het leven. Ze wist ze onder andere weg te smokkelen uit de Joodse crèche aan de Plantage Middenlaan in Amsterdam. Een van haar assistenten was Loulou Oderkerk, een van de vijf ‘kinderwerkers’ van de Trouwgroep. 
In 1943 was Van der Molen een van de grondleggers van het christelijke verzetsblad (en later dagblad) Trouw, samen met Sieuwert Bruins Slot, Jan Schouten en Wim Speelman. In 1942 publiceerde ze anoniem de brochure Bezettingsrecht, bedoeld om de onderdrukte Nederlanders een hart onder de riem te steken.

## Naoorlogse werkzaamheden
Na de oorlog was Van der Molen voorzitter van de Commissie Oorlogspleegkinderen (OPK). Deze commissie moest beslissen of Joodse kinderen bij hun (vaak christelijke) oorlogspleeggezinnen bleven, of werden ondergebracht bij Joodse familieleden. Tussen Van der Molen en de joodse leden van de commissie ontstonden grote spanningen door de verschillende uitgangspunten. De breuk in 1946 werd in 1947 gelijmd, maar de barst bleef zichtbaar. In 2013 en 2014 hebben de belangenvereniging voor de JOodse NAoorlogse Generatie (JONAG) en de vereniging Joodse Oorlogs Kinderen (JOK) bij de gemeente Bloemendaal geprotesteerd tegen het voornemen een straat naar Van der Molen te vernoemen. Uiteindelijk zag de gemeente af van haar voornemen.
In 1949 werd Van der Molen benoemd tot bijzonder hoogleraar volkenrecht aan de Vrije Universiteit Amsterdam. In 1952 was ze VN vrouwenvertegenwoordiger en hield ze een speech voor de Algemene Vergadering van de Verenigde Naties. Van 1958 tot haar emeritaat in 1962 was zij gewoon hoogleraar volkenrecht en internationale betrekkingen. Zij hield zich bezig met talrijke kwesties: de rechten van vrouwen, de apartheid in Zuid-Afrika, de Verenigde Naties, de Zuid-Molukken en Nieuw-Guinea. Pieter Kooijmans, de latere minister van Buitenlandse Zaken, was een van haar promovendi.

## Levenspartner
Gezina van der Molen was partner van de Rooms-katholieke Mies Nolte. Zij ontmoetten elkaar eind jaren twintig en gingen in 1930 samenwonen. Van der Molen werd in belangrijke mate beïnvloed door Nolte. Ze bleven tot aan de dood van Van der Molen in 1978 elkaar trouw. Nolte beschreef het archief van Van der Molen en droeg het over aan het Historisch Documentatiecentrum voor het Nederlands Protestantisme.
In 1998 heeft Yad Vashem Van der Molen postuum erkend als Rechtvaardige onder de Volkeren.